# Olli Mustonen
Pour les articles homonymes, voir Mustonen.
Olli Mustonen est un pianiste, chef d'orchestre et compositeur finlandais né le 7 juin 1967 à Vantaa.

## Discographie sélective
- Igor Stravinsky : The Works For Violin And Piano avec Isabelle van Keulen chez Philips (1989)
- Beethoven : Piano Concerto no 4 & 5 avec le Tapiola Sinfonietta chez Ondine (2009)